# Andreaeopsida
Classe
Les Andreaeopsida sont une classe de mousses.

## Taxonomie

### Ordre, famille, genres
Selon ITIS (29 sept. 2016) :
- ordre Andreaeales
  - famille Andreaeaceae
    - genre Acroschisma (Hook. f. & Wilson) Lindl.
    - genre Andreaea Hedw.

Selon NCBI (29 sept. 2016) :
- ordre Andreaeales
  - famille Andreaeaceae
    - genre Andreaea